# Plagithmysus hoikuahiwi
Plagithmysus hoikuahiwi är en skalbaggsart som beskrevs av J. Linsley Gressitt och Davis 1974. Plagithmysus hoikuahiwi ingår i släktet Plagithmysus och familjen långhorningar. Inga underarter finns listade i Catalogue of Life.